# Parafia Wniebowzięcia Najświętszej Maryi Panny w Milejowie
Parafia Wniebowzięcia Najświętszej Maryi Panny w Milejowie — parafia rzymskokatolicka w Milejowie, należąca do archidiecezji lubelskiej i Dekanatu Łęczna. Została erygowana w 1858 roku. Mieści się pod numerem 118a. Parafię prowadzą księża archidiecezjalni.

## Historia
Parafia milejowska została erygowana przez bpa Wincentego à Paulo Pieńkowskiego w 1858 roku. W Milejowie istniał wcześniej parafia greckokatolicka, zaś jego tereny należały do trzech sąsiednich parafii: Biskupic, Łańcuchowa i Mełgwi (zob. K. Grzesiak, Dzieje cerkwi unickiej św. Praksedy męczennicy w Milejowie, "Drohiczyński Przegląd Naukowy", 10 (2018), s. 157-198). 
Starania o powstanie parafii obrządku rzymskiego podjęto wtedy, kiedy rytu bizantyńskiego była tylko jedna rodzina, i to rodzina księdza. Inicjatorką tego pomysłu była Helena z Suffczyńskich Chrapowicka. Po jej śmierci projekt ten realizowali Stanisław i Antoni Rostworowscy.
Próby założenia parafii trwały aż 40 lat. Były czynione w Komisji Rządowej Wyznań Religijnych i Oświecenia Publicznego w Warszawie, w Rządzie Gubernialnym w Lublinie, w Diecezji Chełmskiej i Biskupstwie Lubelskim. Budowę kościoła rozpoczęto 21 kwietnia 1855 r., a ukończono w 1856 r. Budowniczym kościoła był Konstanty Hendiger z Krasnegostawu. Wybudowano kościół murowany, jednonawowy, w stylu eklektycznym. W ołtarzu głównym, drewnianym, klasycystyczno-barokowym, umieszczono piękny obraz Matki Bożej Milejowskiej zwanej Serdeczną, pochodzący prawdopodobnie z nieistniejącego już kościoła greckokatolickiego. Organy zbudowała stara firma warszawska Mateusza Mielczarskiego. Konsekracji kościoła dokonał 2 października 1858 r. ordynariusz diecezji lubelskiej bp Walenty Baranowski.
Ze względu na potrzeby wiernych, w latach 1990 — 1996 rozbudowano kościół parafialny. Prezbiterium wówczas przeniesiono do nowej części.

## Proboszczowie parafii
| Imię i nazwisko         | Daty przejęcia i zejścia z urzędu | Uwagi |
| ----------------------- | --------------------------------- | --- |
| Ks. Henryk Jaskorski    | 1859 — 1863                       | Za jego urzędowania wzniesiono kościół; kościół poświęcił bp Walenty Baranowski 2 października 1859 r. |
| Ks. Joachim Słotwiński  | 1863 — 1866                       | — |
| Ks. Bartłomiej Banach   | 1866 — 1882                       | — |
| Ks. Juliusz Izdebski    | 1882 — 1885                       | — |
| Ks. Onufry Lorych       | 1885 — 1886                       | — |
| Ks. Władysław Opalski   | 1886 — 1889                       | — |
| Ks. Tertulian Perkowski | 1889 — 1894                       | — |
| Ks. Ludwik Zaorski      | 1894 — 1902                       | — |
| Ks. Ignacy Domański     | 1902 — 1906                       | — |
| Ks. Wiktor Czarkowski   | 1906 — 1908                       | Ufundował witraż ze św. Wiktorem przy głównym ołtarzu |
| Ks. Stanisław Kubicki   | 1908 — 1947                       | Najdłużej sprawujący urząd; za jego urzędowania do Milejowa zostały sprowadzone siostry Rodziny Betańskiej prowadzące ochronkę dla dzieci; jego długoletnim wikariuszem był ks. Michał Łukasik; w czasie jego probostwa najczęściej zawieszano i rabowano (podczas I i II w. św.) dzwony |
| Ks. Władysław Majkowski | 1947 — 1961                       | — |
| Ks. Antoni Kargol       | 1961 — 1965                       | — |
| Ks. Kazimierz Kustroń   | 1965 — 1969                       | — |
| Ks. Franciszek Haładyj  | 1969 — 1978                       | — |
| Ks. Zdzisław Łukowiec   | 1978 — 1986                       | — |
| Ks. Czesław Szuran      | 1986 — 1987                       | — |
| Ks. Jan Kalinowski      | 1987 — 2001                       | Za jego probostwa rozbudowano kościół i wybudowano kaplicę cmentarną |
| Ks. Franciszek Kamiński | 2001 — 2008                       | — |
| Ks. Andrzej Juźko       | 1 VII 2008 r. — 30 VI 2016 r.     | Jego staraniem odnowiono m.in. ikonę Matki Bożej, kaplicę Najświętszej Maryi Panny Nieustającej Pomocy, całą starą część kościoła, organy, dzwony itd. |
| Ks. Andrzej Sulowski    | 1 VII 2016 r. —                   | — |